# Munstervallei
De Munstervallei is een natuurgebied in de Belgische gemeente Bilzen. Het gebied is eigendom van Limburgs Landschap vzw en wordt ook door hen beheerd. De Munstervallei bestaat uit 2 grote zones, de ene gelegen tegen het Albertkanaal en de tweede zone ligt naast het woongebied Martenslinde. De eerste zone omvat onder andere een groot deel van het beschermd landschap Groenendaal-Zangerhei en het Bonijtersbos.
De Munstervallei is gelegen in de overgang tussen de zandgronden van de Kempen en de leemgronden van Haspengouw. Dat zorgt ervoor dat in de streek typische soorten voorkomen van zowel de Kempen als Haspengouw. Vooral voor bos- en prooivogels is de Munstervallei een belangrijk gebied.